# علم جمهورية الكونغو
علم جمهورية الكونغو (بالفرنسية: Drapeau de la République du Congo)‏
```
اعتمد علم 
جمهورية الكونغو
 لأول مرة في 
18 آب
 - 
أغسطس
 من سنة 
1959
 حيث يتكون العلم الكونغولي من الألوان الأفريقية التقليدية وهي 
الأحمر
 
والأصفر
 
والأخضر
 استبدل علم جمهورية الكونغو في سنة 
1970
 بالحقل الأحمر الاشتراكي مع شعار الحزب 
الشيوعي
 مع إكليلين خضراوين ونجمة ذهبية إلى سنة 1991 عندما تم استبداله بالعلم القديم عقب انتقال البلاد إلى 
الديمقراطية
 إثر 
تفكك الاتحاد السوفيتي
.
[
1
]
[
2
]
[
3
]
```

## التاريخ
في ظل الحكم الاستعماري الفرنسي على الكونغو الفرنسية، منعت السلطات المستعمرة من استخدام علم خاص بها. وكان هذا لأنهم كانوا قلقين من أن هذا قد يؤدي إلى زيادة الشعور القومي وإلى دعوات الاستقلال. ومع ذلك، مع صعود حركة إنهاء استعمار أفريقيا، اضطر الفرنسيون إلى منح الكونغو في 28 نوفمبر 1958 حكم ذاتي محدود كجمهورية تتمتع بالحكم الذاتي داخل المجتمع الفرنسي.
أُعتمد العلم الجديد رسميًا في 15 سبتمبر 1959 وظل دون تغيير بعد استقلال الكونغو الفرنسي بعد أقل من عام في أغسطس 1960. وبعد انقلاب 1970، أعلنت الحكومة قيام جمهورية الكونغو الشعبية. وبذلك أصبحت أول دولة ماركسية لينينية في أفريقيا. ولكي ترمز إلى التغيير الثوري، غيرت النشيد والعلم. وتكون العلم من حقل أحمر مع شعار الحزب الشيوعي مع اكليلين ونجمة ذهبية.

بقي العلم الأحمر مستخدمًا حتى انهيار جمهورية الكونغو الشعبية في عام 1991. وأعاد المؤتمر الوطني، الذي أشرف على الانتقال إلى الديمقراطية، العلم الأصلي. وذًكرت تفاصيل العلم في المادة 5 من دستور جمهورية الكونغو.

علم مملكة الكونغو (حوالي القرن السابع عشر)
علم مقترح للكونغو الفرنسية (ما قبل 1959)
علم جمهورية الكونغو الشعبية من عام 1970 إلى عام 1991

## التصميم
تحمل ألوان العلم معاني ثقافية وسياسية وإقليمية. حيث يرمز اللون الأخضر إلى الزراعة والغابات في الكونغو، بينما يمثل اللون الأصفر «الصداقة والنبل». ومن وجهة نظر قارية، فإن ألوان الأخضر والأصفر والأحمر هي ألوان الوحدة الأفريقية. وهو العلم الأفريقي الوحيد الذي يستخدم نمطًا قطريًا في تصميمه.

## ألوان
| (1991–حتى الآن)                      | أخضر          | أصفر             | أحمر             |
| ------------------------------------ | ------------- | ---------------- | ---------------- |
| بانتون                               | 355c          | 109c             | 032c             |
| النموذج اللوني سيان ماجنتا أصفر أسود | 1-0-0.55-0.42 | 0-0.12-0.71-0.02 | 0-0.84-0.86-0.14 |
| النموذج اللوني أحمر أخضر أزرق        | 0-149-67      | 251-222-74       | 220-36-31        |
| ألوان الويب                          | #009543       | #FBDE4A          | #DC241F          |